# Journal de la Société Impériale et Centrale d'Horticulture
Journal de la Société Impériale et Centrale d'Horticulture (abreviado J. Soc. Imp. Centr. Hort.) fue una revista con ilustraciones y descripciones botánicas que fue editada en París desde 1855 hasta 1866, publicándose 12 números. Fue reemplazada por Journal de la Société Nationale d'Horticulture de France.